# Socjusz
Socjusz (łac. socius – towarzysz, wspólnik, kolega, kompan, sprzymierzeniec) – funkcja asystenta wspierającego zwierzchnika zakonu (magistra, prowincjała, generała), któremu zwierzchnik powierza poszczególne grupy spraw (np. w zakonie dominikanów generała zakonu wspierają: socjusz ds. życia apostolskiego, socjusz ds. życia umysłowego, socjusz ds. Stanów Zjednoczonych, socjusz ds. Ameryki Łacińskiej i Karaibów, socjusz ds. Europy Środkowej i Wschodniej, socjusz ds. Afryki, socjusz ds. Azji i Pacyfiku, socjusz ds. Hiszpanii i Portugalii, socjusz ds. Prowincji Włoskich i Malty i socjusz ds. Europy Północno-Zachodniej i Kanady). Socjusz nie posiada formalnej władzy nad powierzonymi sobie sprawami (bądź regionami geograficznymi), ułatwia natomiast komunikację pomiędzy zwierzchnikiem zakonu a zakonnikami.
Socjusz do spraw nowicjatu, wspierający magistra zakonu, czy zgromadzenia jest uznawany za jego asystenta, zastępcę i prawą rękę. Do jego obowiązków przeważnie należy dbanie o sprawy liturgiczne i porządkowe.